# Somers (Schiff, 1937)
Die Somers, auch USS Somers (Kennung: DD-381), war ein Zerstörer und Typschiff der gleichnamigen Klasse der United States Navy, der von 1937 bis 1945 in Dienst stand.

## Allgemeines
Das nach dem US-Navy-Offizier Richard Somers (1778 oder 1779 bis 1805) benannte Schiff wurde Mitte der 1930er Jahre in Kearny, New Jersey gebaut.
Am 6. November 1941 gelang der Somers gemeinsam mit dem Kreuzer Omaha die Aufbringung des deutschen Frachters Odenwald, der – als US-amerikanisches Handelsschiff Willmoto getarnt – ca. 3.500 Tonnen Kautschuk transportierte. Kautschuk war damals kriegswichtige Mangelware, die USA traten aber erst am 11. Dezember 1941 offiziell in den Krieg gegen das Deutsche Reich ein. Auch bei der Jagd auf die Blockadebrecher Annelise Essberger bei St. Pauls am 21. November 1942 und Weserland (andere Quellen nennen Westerland) im Südatlantik am 2. Januar 1944 – die jeweils durch die eigene Besatzung versenkt wurden – war die Somers dabei.
Im Mai 1944 wurde die Somers als Geleitschiff in den Nordatlantik abkommandiert und schützte im Juni/Juli des Jahres Schiffe, die den Ärmelkanal in Richtung Normandie durchquerten. Im August/September 1944 wurde sie im Mittelmeer bei der Invasion Südfrankreichs eingesetzt, wobei sie am 15. August 1944 das deutsche Geleitboot SG 21 (die 1940 erbeutete französische Admiral Senes) und den deutschen U-Jäger UJ 6082 (die im September 1943 erbeutete italienische Antilope) versenkte und bei einem Küstenbombardement durch feindliches Feuer beschädigt wurde. Danach nahm sie bis zum Ende des Krieges den Dienst als Geleitschiff wieder auf.
Nach dem Krieg diente die USS Somers bis zu ihrer Außerdienststellung als Ausbildungsschiff. 1947 wurde das Schiff zur Verschrottung verkauft.